# Scopifera pandes
Scopifera pandes är en fjärilsart som beskrevs av William Schaus 1906. Scopifera pandes ingår i släktet Scopifera och familjen nattflyn. Inga underarter finns listade.